# The Butcher Boy
The Butcher Boy is een Amerikaanse stomme en korte film uit 1917 onder regie van Roscoe 'Fatty' Arbuckle. Arbuckle speelt hier ook de hoofdrol in. De film was de eerste film waar Buster Keaton in te zien was. De film werd tevens zijn doorbraak.

## Verhaal
Fatty werkt bij een slager en wordt verliefd op de caissière, de dochter van de baas van de winkel. Hij vermomt zich als een vrouw en achtervolgt haar helemaal tot haar kostschool voor meisjes.

## Rolverdeling
| Acteur                  | Personage |
| ----------------------- | --------- |
| Roscoe 'Fatty' Arbuckle | Fatty     |
| Buster Keaton           | Buster    |
| Al St. John             | Alum      |
| Josephine Stevens       | Almondine |